# Гендерная психология
Ге́ндерная психоло́гия — раздел дифференциальной психологии, в котором изучаются закономерности поведения человека в обществе, определённые его биологическим полом, социальным полом (гендером) и их соотношением. 
В гендерных исследованиях социальной психологии изучаются такие феномены, как: социализация, предрассудки, дискриминация, социальное восприятие и самовосприятие, самоуважение, возникновение социальных норм и ролей.
В гендерной психологии можно выделить несколько основных направлений:
- Психология сравнения мужчин и женщин — изучение специфических особенностей мужчин и женщин, в установлении своеобразия полов.
- Психология женщины — изучение особенностей психического состояния женщины, связанных с женской физиологией, которых нет у мужчин.
- Психология мужчины — изучение особенностей психического состояния мужчины, связанных с мужской физиологией, которых нет у женщин.
- Гендерная социализация — изучение формирования гендерной идентичности и освоение гендерных ролей.
- Психология гендерных отношений — рассмотрение взаимоотношений как между полами, так и внутри одного пола.
- Гендерная психология лидерства — изучение различий между мужчинами-лидерами и женщинами-лидерами, а также отношений доминации-подчинения.
- Гендерная психология в спорте — область гендерной психологии и психологии спорта исследующая особенности и различия спортивной деятельности в связи с половой и гендерной принадлежностью спортсмена или команды.